# Galina Urbanovich
Galina Napoleonovna Urbanovich, née le 5 octobre 1917 à Bakou et morte le 8 mai 2011 à Moscou, est une gymnaste artistique soviétique.

## Biographie sportive
Elle est sacrée championne olympique en concours général par équipes et vice-championne en exercices d'ensemble avec agrès portatifs par équipes aux Jeux olympiques d'été de 1952 à Helsinki devant les Hongroises et les Tchécoslovaques.
Elle remporte le titre mondial par équipe aux Championnats du monde de gymnastique artistique 1954 à Rome.